# Roscheria
Roscheria , monotipski rod palmi smješten u podtribus Verschaffeltiinae, dio tribusa Areceae, potporodica Arecoideae. Jedina vrsta je sejšelski endem R. melanochaetes. 

## Sinonimi
- Phoenicophorium viridifolium H.Wendl.
- Verschaffeltia melanochaetes B.S.Williams